# Тијаго Алкантара
Тијаго Алкантара (Сан Пјетро Вернотико, 11. април 1991) јесте бивши шпански фудбалер. Играо је на месту централног везног играча.

## Биографија
Рођен је у Италији, родитељи су му Бразилци, а отац му је бивши фудбалер који је освојио Светско првенство. Тијаго се прикључио Барселони са 14 година, а за први тим дебитовао је 2009. 2013. прелази у Бајерн из Минхена за 25 милиона евра, са Бајерном је до сада освојио седам трофеја, укључујући Бундеслигу у свакој од његове прве три сезоне.
Био је део селекција репрезентације Шпаније узраста до 19 и 21 годину које су освајале Европско првенство, а за сениорски тим репрезентације дебитовао је 2011. Био је на ширем списку играча за Светско првенство 2014, али је отпао због повреде зглоба, наступао је на Европском првенству 2016.

## Трофеји

### Барселона
- Првенство Шпаније (4) : 2008/09, 2009/10, 2010/11, 2012/13.
- Куп Шпаније (2) : 2008/09, 2011/12.
- Суперкуп Шпаније (3) : 2009, 2010, 2011.
- Лига шампиона (2) : 2008/09, 2010/11.
- УЕФА суперкуп (2) : 2009, 2011.
- Светско клупско првенство (2) : 2009, 2011.

### Бајерн
- Првенство Немачке (7) : 2013/14, 2014/15, 2015/16, 2016/17, 2017/18, 2018/19, 2019/20.
- Куп Немачке (4) : 2013/14, 2015/16, 2018/19, 2019/20.
- Суперкуп Немачке (3) : 2016, 2017, 2018.
- Светско клупско првенство (1) : 2013.
- Лига шампиона (1): 2019/20.

### Ливерпул
- ФА куп (1) : 2021/22.
- Лига куп (1) : 2021/22.
- ФА Комјунити шилд (1) : 2022.